# Аойф МакЛісахт
Аойф МакЛісахт — ірландська генетикиня, професорка Лабораторії молекулярної еволюції Інституту генетики імені Смерфіта при Трініті-коледжі Дубліна а також урядова наукова радниця Республіки Ірландія.

## Освіта
МакЛісахт здобула освіту в Трініті-коледжі Дубліна, де  1998 року здобула ступінь бакалавра мистецтв із генетики, а  2002 року — ступінь доктора філософії за дослідження з еволюції організації геному хребетних під керівництвом Кеннета Х. Вулфа.

## Кар'єра та дослідження
Після здобуття ступеня доктора філософії  вона проходила постдокторське стажування в Каліфорнійському університеті в Ірвайні  під керівництвом Брендона Гаута.  2003 року повернулася до Дубліна для продовження наукової діяльності.
Її дослідження у галузі молекулярної еволюції та порівняльної геноміки  були опубліковані у провідних рецензованих наукових журналах, зокрема: Nature,  Nature Genetics ,Bi oinformatics, Genome Research ,  PNAS   та Yeast .   Вона була старшою редакторкою та заступницею редактора журналів Molecular Biology and Evolution та Genome Biology and Evolution, а також входить до редакційної колегії Cell Reports.
МакЛісахт є членкинею Товариства молекулярної біології та еволюції (SMBE) та Генетичного товариства.  2012–2014 роках вона виконувала обов’язки скарбника SMBE, а  2017 року була обрана президенткою Товариства.
У жовтні 2024 року МакЛісахт було призначено урядовою науковою радницею Республіки Ірландія.

### Інформаційно-просвітницька робота та ЗМІ
Вона активно виступає на публічних заходах, зокрема на IGNITE Electric Picnic, TEDx, у Королівському інституті та програмі BBC Radio 4 The Infinite Monkey Cage(«Нескінченна клітка мавпи»).  2013 року представляла генетику широкій аудиторії в адвент-календарі Королівського інституту у серії відео про людську хромосому 1, хромосому 14  та мітохондріальну ДНК. Виступала також у Науковій галереї Дубліна.  2018 року спільно з Еліс Робертс написала й представила Різдвяні лекції Королівського інституту.

### Нагороди та почесні звання
Серед численних відзнак МакЛісахт — грант Європейської дослідницької ради (ERC) для молодих дослідників (2013–2018), грант ERC Consolidator (2018–2023), а також Премія Президента Ірландії для молодих дослідників, надана Науковим фондом Ірландії (SFI) 2005 року.
2016 року вона прочитала лекцію Дж. Б. С. Голдейна для Генетичного товариства. Її портрет було включено до проєкту Королівської Ірландської академії Women on Walls(«Жінки на стінах»), як однієї з восьми жінок-науковиць.  У березні 2025 року разом із Джоселін Белл Бернелл вона була зображена на ірландській поштовій марці, присвяченій жінкам у STEM.
2010 року МакЛісахт було обрано членкинею Трініті-коледжу Дубліна.

## Особисте життя
Вона є онукою відомого ірландського генеалога.  Едварда МакЛісахта.  У неї двоє дітей та собака, геном якої було секвеновано.